# Benjamín Mirelis
Benjamín Mirelis Cabrera (Santiago, Chile, 23 de marzo de 1999) es un futbolista chileno. Juega como Defensa en Deportes Colina de la Tercera División A de Chile.

## Trayectoria
Formado en Club Universidad de Chile, es un jugador que se caracteriza por su buen juego aéreo. Estuvo a préstamo en Deportes Iberia.  En 2021, jugó para el Black Rock Football Club de la USL League Two.
En 2022, fichó para Deportes Colina de la Tercera División A de Chile.

## Estadísticas
| Club             | Div.             | Temporada        | Liga  | Liga  | Copas nacionales | Copas nacionales | Torneos internacionales | Torneos internacionales | Total | Total |
| Club             | Div.             | Temporada        | Part. | Goles | Part.            | Goles            | Part.                   | Goles                   | Part. | Goles |
| ---------------- | ---------------- | ---------------- | ----- | ----- | ---------------- | ---------------- | ----------------------- | ----------------------- | ----- | ----- |
| Iberia · Chile   | 3ª               | 2019             | 23    | 1     | 1                | 0                | 0                       | 0                       | 24    | 1     |
| Iberia · Chile   | 3ª               | 2020             | 6     | 0     | —                | —                | 0                       | 0                       | 6     | 0     |
| Iberia · Chile   | Total club       | Total club       | 29    | 1     | 1                | 0                | 0                       | 0                       | 24    | 1     |
| Total en carrera | Total en carrera | Total en carrera | 29    | 1     | 1                | 0                | 0                       | 0                       | 24    | 1     |
| 1. 2.            |                  |                  |       |       |                  |                  |                         |                         |       |       |